# San Polo dei Cavalieri
San Polo dei Cavalieri – miejscowość i gmina we Włoszech, w regionie Lacjum, w prowincji Rzym.
Według danych na rok 2004 gminę zamieszkiwało 2310 osób, 55 os./km².